# California Polytechnic State University
California Polytechnic State University (často nazývána jako Cal Poly San Luis Obispo) je veřejná vysoká škola ve městě San Luis Obispo v americkém státě Kalifornie. Univerzita byla založena 8. března 1901. Cal Poly patří ke kalifornskému systému vysokých škol California State University a těší se hlavně v oborech architektura, zemědělství a inženýrství dobrému zvuku v USA. Na podzim 2019 bylo na škole zapsáno přes 21 000 studentů.

## Sport
Sportovní týmy školy se nazývají Mustangs.

## Významné osobnosti
- Michael Berryman – americký herec
- Gregory Chamitoff – americký astronaut kanadské národnosti
- Victor Glover – americký astronaut
- Weird Al Yankovic – americký zpěvák, hudebník, herec, textař, televizní producent